# Kigekijin no ishibumi
Kigekijin no ishibumi (japanisch 喜劇人の碑, etwa: Steindenkmal für Komödianten) ist ein Steindenkmal am Tempel Sensō-ji im Stadtbezirk Asakusa in Tokio. Asakusa galt früher als japanischer Broadway, der viele Komiker, Yose-Darsteller und Schauspieler des komischen Fachs hervorbrachte. Der Gedenkstein wurde 1982 zur Erinnerung an herausragende Komödianten aufgestellt. Der Gedenkstein geht auf die Initiative von Kon Ōmura, dem 8. Vorsitzenden der Japanese Comedy Actors Association (日本喜劇人協会 Nihon kigekijin kyōkai) zurück. Eingraviert werden der Name, der Todestag und das Alter der Komödianten.  

## Geehrte Personen

### Geehrte Komödianten bis zur Aufstellung 1982
- Kawada Haruhisa (1957), 51 Jahre
- Furukawa Roppa (1961), 57 Jahre
- Happo Mutoshi (1964), 38 Jahre
- Shimizu Kin’ichi (1966), 54 Jahre
- Sakai Junji (1968), 54 Jahre
- Enomoto Ken’ichi (1970), 65 Jahre
- Sazanka Kyū (1971), 56 Jahre
- Morikawa Shin (1972), 60 Jahre
- Yanagiya Kingorō (1972), 71 Jahre
- Kido Shintarō (1974), 59 Jahre
- Ōmiya Toshimitsu (1976), 63 Jahre
- Ban Junzaburō (1981), 73 Jahre
- Minami Shinsuke (1982), 52 Jahre

### Geehrte Komödianten seit der Aufstellung 1982
- Takechi Toyoko (1985), 76 Jahre
- Tonī Tani (1987), 69 Jahre
- Arishima Ichirō (1987), 71 Jahre
- Azuma Hachirō (1988), 52 Jahre
- Minami Toshiaki (1995), 70 Jahre
- Masuda Kiiton (1993), 84 Jahre
- Atsumi Kiyoshi (1996), 68 Jahre
- Miki Norihei (1999), 74 Jahre
- Soganoya Meichō (1999), 90 Jahre
- Yuri Tōru (1999), 78 Jahre
- Miyako Chōchō (2000), 80 Jahre
- Kiyokawa Nijiko (2002), 89 Jahre
- Seki Keiroku (2006), 78 Jahre
- Tani Kan’ichi (2007), 74 Jahre
- Hisaya Morishige (2009), 96 Jahre
- Hashi Tatsuya (2012), 74 Jahre